# ژیل کانتاگرل
ژیل کانتاگِرِل (فرانسوی: Gilles Cantagrel‎؛ زادهٔ ۲۰ نوامبر ۱۹۳۷) موسیقی‌دان، موسیقی‌شناس، نوازندهٔ ارگ، استاد دانشگاه، مربی موسیقی، نویسنده و منتقد موسیقی اهل فرانسه است. 
وی مدتی قائم‌مقام اتحادیه پخش برنامه‌های اروپایی بود. و در سال ۲۰۰۱ از سوی وزیر فرهنگ فرانسه به عضویت «کمیته عالی بزرگداشت‌های ملی» منصوب شد. ژیل کانتاگِرِل تاکنون کتاب‌های فراوانی در زمینهٔ موسیقی به رشتهٔ تحریر درآورده است.
وی همچنین استاد رشتهٔ موسیقی در دانشگاه پاریس-سوربن و مخبر فرهنگستان هنرهای زیبای فرانسه. است و تا کنون برندهٔ جوایز و افتخارات گوناگونی همچون شوالیهٔ لژیون دونور، نشان هنر و ادب و نشان افتخار شایستگی جمهوری فدرال آلمان شده‌است.